# Nacionalni kongres Brazila
Nacionalni kongres Brazila (port. Congresso Nacional do Brasil) zakonodavno je tijelo brazilske savezne vlade. Za razliku od državnih zakonodavnih skupština i općinskih domova, Kongres je dvodoman, sastavljen od Saveznog senata (gornji dom) i Zastupničkog doma (donji dom). Kongres se svake godine sastaje u Braziliji od 2. veljače do 22. prosinca, a stanka je između 17. srpnja i 1. kolovoza.

## Domovi

### Savezni senat
Savezni senat (port.: Senado Federal) je gornji dom Nacionalnog kongresa. Nastao je prvim ustavom Brazilskog Carstva 1824. godine, po uzoru na Dom lordova Ujedinjenog Kraljevstva, ali je proglašenjem Republike 1889. postao sličniji Senatu Sjedinjenih Američkih Država.
Trenutačno Senat ima 81 mjesto. Tri senatora iz svake od 26 brazilskih država i tri senatora iz Federalnog distrikta biraju se većinom glasova na osam godina. Izbori su raspoređeni tako da se dvije trećine gornjeg doma biraju u isto vrijeme, a preostala trećina četiri godine kasnije. Kada se u svakoj državi bira jedno mjesto, svaki birač daje jedan glas Senatu; kada se biraju dva mandata, svaki birač daje dva glasa, a birač ne može dati dva glasa za istog kandidata. Na izborima za obnavljanje dvije trećine Senata, svaka stranka može predložiti dva kandidata za izbor. Izabran je kandidat u svakoj državi i saveznom okrugu (ili prva dva kandidata, kada su dvije trećine mjesta u izboru) koji dobije najveću većinu glasova.

### Zastupnički dom
Zastupnički dom (Câmara dos Deputados) donji je dom Nacionalnog kongresa, koji se sastoji od 513 federalnih zastupnika, koji se biraju proporcionalnom zastupljenošću na mandat od četiri godine. Broj zastupničkih mjesta dodjeljuje se proporcionalno prema broju stanovnika svake države, pri čemu svaka država ima pravo na najmanje 8 zastupničkih mjesta (najmanje naseljena) i najviše 70 zastupničkih mjesta (najnaseljenija).

## Zgrada
Početkom 1900-ih, Brazilski nacionalni kongres bio je smješten u zasebnim zgradama. Senat se nalazio u blizini glavnog željezničkog kolodvora, uz Trg Republike, u ulici Moncorvo Filho, gdje se danas nalazi studentski centar Federalnog sveučilišta Rio de Janeira. Savezni zastupnički dom bio je smješten u Calle Misericordia, koja će kasnije biti mjesto lokalnog Zastupničkog doma države Rio de Janeiro. Od 1930-ih do ranih 1960-ih, Senat je zauzimao palaču Monroe, koja je srušena 1970-ih kako bi se napravilo mjesta za izgradnju stanice podzemne željeznice Cinelandia. Savezni zastupnički dom također se preselio u Braziliju tijekom ranih 1960-ih, ali je nekoliko godina privremeno zauzimao zgradu u blizini gradskog kazališta.
Od 1960-ih Nacionalni kongres nalazi se u Braziliji. Kao i većinu zgrada gradske uprave, zgradu Nacionalnog kongresa dizajnirao je Oscar Niemeyer u modernom brazilskom stilu. Cijeli grad Brazilija je upisana na UNESCO-ov popis mjesta svjetske baštine u Amerikama 1987. godine kao "jedinstven primjer grada stvorenog ex nihilo 1956. godine, te je znamenitost koja je snažno utjecala na povijest urbanizma.

## Galerija
- Pogled iznutra.
- Pogled iz zraka.
- Zgrada Nacionalnog kongresa Brazila.
- Pogled na zgradu u sumrak.